# Eddy Stevens
Eddy Stevens, (26 april 1961) is een gewezen Belgische atleet, die zich had toegelegd op de 1500 m. Hij nam deel aan de wereldkampioenschappen en Europese kampioenschappen en veroverde twee Belgische titels.

## Biografie
In 1983 veroverde Stevens zijn eerste Belgische titel op de 1500 m. Hij kon zich dat jaar plaatsen voor de eerste wereldkampioenschappen in Helsinki. Hij haalde de halve finales. Drie jaar later mocht hij deelnemen aan de Europese kampioenschappen. Hij werd uitgeschakeld in de reeksen. Hij werd in 1987 voor de tweede maal Belgisch kampioen.

### Clubs
Stevens was aangesloten bij FC Luik.

## Belgische kampioenschappen
| Onderdeel | Jaar       |
| --------- | ---------- |
| 1500 m    | 1983, 1987 |

## Persoonlijke records
| Onderdeel | Prestatie | Datum            | Plaats  |
| --------- | --------- | ---------------- | ------- |
| 1500 m    | 3.36,31   | 6 augustus 1986  | Koblenz |
| 3000 m    | 7.58,20   | 1 september 1983 | Rome    |

## Palmares

### 1500 m
- 1983:  BK AC – 3.40,16
- 1983: 12e in ½  fin. WK in Helsinki – 3.42,63
- 1986: 6e in serie EK in Stuttgart – 3.42,21
- 1987:  BK AC – 3.42,46
- 1990:  BK AC – 3.55,40

### veldlopen
- 1979: 21e WK junioren in Limerick
- 1980: 44e WK junioren in Parijs